# Осеола (Арканзас)
Осеола (англ. Osceola) — город, расположенный в округе Миссисипи (штат Арканзас, США) с населением в 8875 человек по статистическим данным переписи 2000 года.
Является одним из двух административных центров округа Миссисипи.

## Демография
По данным переписи населения 2000 года в Осеоле проживало 8875 человек, 2314 семей, насчитывалось 3183 домашних хозяйств и 3551 жилой дом. Средняя плотность населения составляла около 439,4 человек на один квадратный километр. Расовый состав Осеолы по данным переписи распределился следующим образом: 47,39 % белых, 51,03 % — чёрных или афроамериканцев, 0,10 % — коренных американцев, 0,25 % — азиатов, 0,82 % — представителей смешанных рас, 0,41 % — других народностей. Испаноговорящие составили 1,34 % от всех жителей города.
Из 3183 домашних хозяйств в 38,5 % — воспитывали детей в возрасте до 18 лет, 43,3 % представляли собой совместно проживающие супружеские пары, в 25,2 % семей женщины проживали без мужей, 27,3 % не имели семей. 24,4 % от общего числа семей на момент переписи жили самостоятельно, при этом 10,3 % составили одинокие пожилые люди в возрасте 65 лет и старше. Средний размер домашнего хозяйства составил 2,70 человек, а средний размер семьи — 3,20 человек.
Население города по возрастному диапазону по данным переписи 2000 года распределилось следующим образом: 32,2 % — жители младше 18 лет, 11,0 % — между 18 и 24 годами, 26,4 % — от 25 до 44 лет, 19,3 % — от 45 до 64 лет и 11,1 % — в возрасте 65 лет и старше. Средний возраст жителей составил 30 лет. На каждые 100 женщин в Осеоле приходилось 90,2 мужчин, при этом на каждые сто женщин 18 лет и старше приходилось 82,9 мужчин также старше 18 лет.
Средний доход на одно домашнее хозяйство в городе составил 23 163 доллара США, а средний доход на одну семью — 26 588 долларов. При этом мужчины имели средний доход в 27 526 долларов США в год против 18 788 долларов среднегодового дохода у женщин. Доход на душу населения в городе составил 12 406 долларов в год. 26,0 % от всего числа семей в населённом пункте и 29,5 % от всей численности населения находилось на момент переписи населения за чертой бедности, при этом 41,0 % из них были моложе 18 лет и 25,7 % — в возрасте 65 лет и старше.

## География
По данным Бюро переписи населения США Осеола имеет общую площадь в 20,2 квадратных километров, водных ресурсов в черте населённого пункта не имеется.
Город Осеола расположен на высоте 75 метров над уровнем моря.
| Показатель                    | Янв. | Фев. | Март  | Апр.  | Май   | Июнь  | Июль | Авг. | Сен. | Окт. | Нояб. | Дек.  | Год    |
| ----------------------------- | ---- | ---- | ----- | ----- | ----- | ----- | ---- | ---- | ---- | ---- | ----- | ----- | ------ |
| Средний суточный максимум, °C | 7,2  | 10,6 | 15,6  | 21,7  | 26,7  | 31,7  | 33,3 | 32,2 | 28,9 | 23,3 | 15,6  | 9,4   | 21,1   |
| Средний суточный минимум, °C  | −2,2 | 0    | 5     | 9,4   | 15    | 19,4  | 21,7 | 20   | 15,6 | 8,9  | 4,4   | −0,6  | 10     |
| Норма осадков, мм             | 93,7 | 96   | 123,7 | 124,5 | 141,5 | 103,1 | 90,4 | 67,8 | 92,7 | 85,9 | 122,9 | 115,6 | 1257,8 |

## Известные уроженцы и жители
- Уияльм Александер — бывший член Палаты представителей США от штата Арканзас
- Дэвид Баррет — игрок профессионального футбольного клуба Нью-Йорк Джетс
- Дэйл Эванс — писатель, автор-исполнитель песен, супруга Роя Роджерса
- Кэлвин Фрейзер — гитарист, исполнитель музыки в стилях блюз и кантри
- Альберт Кинг — блюзовый певец, гитарист, автор песен